# Piper obtusum
Piper obtusum är en pepparväxtart som beskrevs av C. Dc.. Piper obtusum ingår i släktet Piper och familjen pepparväxter. Inga underarter finns listade i Catalogue of Life.